# Garden Shed
Garden Shed ist das Debütalbum der englischen Progressive-Rock-Band England. Es erschien im Jahr 1977 bei Arista Records.

## Entstehung und Veröffentlichung
Bald nach Gründung der Band 1975 verließen Jamie Moses und Mark Ibbotson England und wurden durch Frank Holland und Jode Leigh ersetzt. Mit ihnen wurde das Debütalbum aufgenommen. Es wurde auch eine Single ausgekoppelt und die Band hatte geplant das Album mit aufwändigem Artwork zu veröffentlichen, was aus finanziellen Gründen jedoch nicht durchführbar war. Bald nach Veröffentlichung von Garden Shed entzog die Plattenfirma der Band ihre Unterstützung und England lösten sich 1978 auf.
Erst 2005, nach der Neugründung Englands, kam über das bandeigene Label Garden Shed Music eine CD mit dem restaurierten Artwork auf den Markt. In der Zwischenzeit war das Album lange nicht erhältlich und zu einer gesuchten Rarität geworden: die originale LP-Auflage war schnell ausverkauft, eine CD-Auflage kam 1988 nur in Japan auf den Markt, eine remasterte CD-Fassung von 1997 war auch bald ausverkauft. Nach der Wiederveröffentlichung über Garden Shed Music wurde das Album noch mehrmals bei verschiedenen Labels aufgelegt, z. T. mit Bonus-Titeln, zuletzt 2015 mit einer Bonus-CD und 28-seitigem Beiheft.

## Titelliste

### Seite 1
1. Midnight Madness – 7:03
2. All Alone (Introducing) – 1:52
3. Three Piece Suite – 13:12

### Seite 2
1. Paraffinalea – 4:15
2. Yellow – 5:31
3. Poisened Youth – 16:23

### Bonus-Titel 2005/2008
1. Nanagram (Single-B-Seite) – 4:20 (nur auf einem Japan-Reissue von Arista 2005 und einem Europa-Reissue von Piper Records 2008)
2. Three Piece Suite (1976 Olympic Studio Recordings) – 11:44 (nur auf Garden Shed Music 2005 und Piper Records 2008)

### Bonus-CD 2015
1. Nanagram (Live 2006) – 5:09
2. Carmina Burana – 4:00
3. Fags, Booze & Lottery – 4:47
4. The Ladies’ Valley – 7:42
5. Masters of War – 4:27
6. Three Piece Suite (Olympic Version 1976) – 11:44
7. Heebeegeebee – 5:37
8. Nanagram – 4:15 (Bonus-CD der Golden Edition von New Music/Green Tree)

## Stil
Garden Shed ist ein klassisches Progressive-Rock-Album mit eingängigen Melodien, gelegentlich komplexen Strukturen und längeren Stücken. Markant sind Hendersons hoher Gesang und variables Bassspiel sowie Webbs Mellotron-Einsatz. Damit ist eine gewisse Ähnlichkeit zum Stil und zur Atmosphäre von Yes und Genesis erkennbar, es gibt aber auch gelegentliche Anklänge an die Musik von King Crimson, Gentle Giant, Supertramp oder Druid.

## Rezeption
Das Album galt lange als gesuchte Rarität und als vergessener Klassiker des Progressive Rock. Das eclipsed-Magazin nahm es in seine Liste der 150 wichtigsten Prog-Alben auf. Horst Straske von den Babyblauen Seiten urteilt: „Qualitativ bieten einem England fünf durchweg hochklassige Titel.“ „Es handelt sich um eine äußerst interessante Kreuzung aus Elementen von den alten Genesis und Yes. Die Band verstand es wirklich gekonnt, sich der charakteristischen Stilmittel dieser beiden Bands zu bedienen, ohne dabei wie eine Kopie zu wirken.“ Jörg Schumann findet Garden Shed „herrlich eigenständig und erfrischend“ und spricht eine „uneingeschränkte Empfehlung für Liebhaber klassischen progressive Rocks“ aus.